# BlackRock
BlackRock, Inc., «БлэкРок» — американская международная инвестиционная компания со штаб-квартирой в Нью-Йорке. Одна из крупнейших инвестиционных компаний мира и крупнейшая в мире по размеру активов под управлением.
Размер активов под управлением за первый квартал 2024 года вырос на 15 % и достиг 10,5 трлн долларов.

## История
Компания была основана в 1988 году и первоначально входила в состав Blackstone Group. Её основателями стали восемь человек во главе с Лоренсом Финком. Первый успех компания получила благодаря своим подходам к анализу финансовых рисков, в частности с использованием сложных математических моделей и данных. Компания создала программное обеспечение Aladdin (Asset, Liability, Debt and Derivative Investment Network), которое позволило управлять рисками и активами с высокой точностью. На данный момент, в основе Aladdin лежит инфраструктура, включающая обработку данных, аналитику и машинное обучение для создания прогнозов и анализа портфелей. Она предоставляет доступ к более чем 3000 показателям риска, которые могут анализироваться в реальном времени, что позволяет инвесторам оперативно принимать решения на основе текущих рыночных условий.
В 1992 году компания взяла название BlackRock. Уже к концу этого года размер активов под управлением составил $17 млрд, а к концу 1994 года — $53 млрд. В 1995 году из-за разногласий с руководством Blackstone компания была продана другой финансовой группе, PNC Financial Services за $240 млн. В 1998 году BlackRock была зарегистрирована как корпорация, которая в 1999 году стала публичной (14 % было размещено на бирже, 16 % получили Лоренс Финк и его партнёры, 70 % осталось у PNC). К концу 1999 года размер активов под управлением достиг $165 млрд, а в конце 2004 года составил $342 млрд. В январе 2005 года у страхового холдинга MetLife за $375 млн было куплено подразделение по управлению активами SSRM Holdings, Inc. В сентябре 2006 года BlackRock объединилась с Merrill Lynch Investment Managers, компания Merrill Lynch получила 49,5 % акций BlackRock из доли PNC. В декабре 2009 года BlackRock приобрела компанию Barclays Global Investors за $13,5 млрд, включая её группу инвестиционных фондов iShares.
В 2020 году Федеральная резервная система избрала BlackRock для скупки государственных и корпоративных облигаций и ипотечных ценных бумаг, для чего компании были выделены неограниченные средства; программа скупки облигаций была направлена на снижение экономического ущерба от пандемии коронавируса. В мае 2020 года PNC продала свою 22-процентную долю в BlackRock за 14,4 млрд долларов. В сентябре 2020 года BlackRock стала первой инвестиционной компанией США, которая получила разрешение от Комиссии по ценным бумагам Китая (China Securities Regulatory Commission) на создание в этой стране взаимного фонда (он начал работу в августе 2021 года); до этого у компании было в Китае совместное предприятие с Bank of China. В первом квартале 2021 года BlackRock стала крупнейшим инвестором SPDR Gold Trust.
В 2023 году BlackRock представила клиентам Alladin его расширенную версию на основе генеративного искусственного интеллекта — Aladdin Copilot. Этот продукт был разработан для улучшения процесса принятия решений и автоматизации аналитических задач.
В январе 2025 года компания объявила о выходе из отраслевой климатической группы Net Zero Asset Managers (декларирует выход на нулевые выбросы парниковых газов к 2050 году).

## Деятельность
BlackRock является крупнейшей инвестиционной компанией в мире по размеру активов под управлением. Из 8,59 трлн долларов по состоянию на конец 2022 года 4,44 трлн пришлось на акции, 2,54 трлн — на облигации, 685 млрд — на смешанные инвестиции, 266 млрд — на альтернативные инвестиции (частные капиталовложения, недвижимость, сырьё, хедж-фонды), 671 млрд — наличные. На активы институциональных инвесторов пришлось 4,83 трлн долларов, на торгуемые на бирже фонды — 2,91 трлн, на розничных клиентов — 0,85 трлн. Розничные клиенты обслуживаются через посредников — брокеров, отделения банков и страховых компаний, независимых финансовых консультантов, более двух третей таких клиентов находятся в Америке.
Компания предлагает своим клиентам индексные фонды и фонды с активным управлением инвестициями. Индексные фонды вкладывают средства в ценные бумаги, входящие в биржевые индексы; фонды с активным управлением стремятся достичь большей доходности, чем рост биржевого индекса, однако такая стратегия может оказаться более рискованной и за неё компания берёт большую плату; на активное управление пришлось 2,3 трлн долларов активов под управлением. Значительную роль в деятельности компании играет просчёт инвестиционных рисков с помощью компьютерной сети Aladdin (аббревиатура от Asset Liability and Debt and Derivatives Investment Network); аналитические услуги сторонним клиентам (банкам, страховым компаниям и др.) в 2022 году принесли 1,4 млрд долларов выручки; главный дата-центр компании находится в Амхерсте (Amherst, штат Нью-Йорк).
Регионы деятельности:
- Америка — офисы в 36 штатах США, в Канаде, Мексике, Бразилии, Чили, Колумбии, Доминиканской Республике, 67 % активов под управлением, 65 % выручки;
- Европа, Ближний Восток и Африка — офисы в Великобритании, Нидерландах, Люксембурге и Ирландии, 25 % активов под управлением и 29 % выручки;
- Азиатско-Тихоокеанский регион — офисы в Японии, Австралии, Гонконге, Сингапуре, Тайване, Южной Корее, Китае и Индии, 8 % активов под управлением и 6 % выручки.

Рыночная стоимость акций во владении всех дочерних компаний BlackRock из числа котируемых на бирже NASDAQ и NYSE на конец 2022 года составляла 3,37 трлн долларов. Это пакеты акций 5567 компаний, крупнейшими по стоимости из которых были Apple ($155 млрд), Microsoft ($136 млрд), Alphabet ($73 млрд), Amazon ($56 млрд), Nvidia ($43 млрд), UnitedHealth Group ($36 млрд), Tesla ($35 млрд), ExxonMobil ($33 млрд), Berkshire Hathaway ($33 млрд), Johnson & Johnson ($31 млрд), Meta Platforms ($28 млрд), JPMorganChase ($28 млрд), Visa ($28 млрд), Mastercard ($23 млрд), Merck & Co ($23 млрд), Home Depot ($23 млрд), Procter & Gamble ($23 млрд), Chevron ($22 млрд), AbbVie ($22 млрд), Eli Lilly and Company ($21 млрд), Broadcom ($19 млрд), PepsiCo ($19 млрд), The Coca Cola Company ($18 млрд), Pfizer ($18 млрд), Thermo Fisher Scientific ($17 млрд), Cisco ($17 млрд), Bank of America ($16 млрд).
BlackRock оказывает доверительное управление, фидуциарные и трастовые услуги институциональным клиентам через дочерние компании, среди которых BlackRock Institutional Trust Company, N.A. с активами под управлением $2,84 трлн

## Финансовые показатели
|                              | 2001…  | 2006…  | 2011  | 2012  | 2013   | 2014   | 2015   | 2016   | 2017   | 2018  | 2019  | 2020  | 2021   | 2022  |
| ---------------------------- | ------ | ------ | ----- | ----- | ------ | ------ | ------ | ------ | ------ | ----- | ----- | ----- | ------ | ----- |
| Оборот                       | 0,533… | 2,098… | 9,081 | 9,337 | 10,180 | 11,081 | 11,401 | 11,155 | 12,491 | 14,20 | 14,54 | 16,21 | 19,37  | 17,87 |
| Чистая прибыль               | 0,107… | 0,323… | 2,337 | 2,458 | 2,932  | 3,294  | 3,345  | 3,172  | 4,970  | 4,305 | 4,476 | 4,932 | 5,901  | 5,178 |
| Активы                       |        | 20,47… | 179,9 | 200,4 | 219,9  | 239,8  | 225,3  | 220,2  | 220,2  | 159,6 | 168,6 | 177,0 | 152,6  | 117,6 |
| Собственный капитал          |        | 10,78… | 25,05 | 25,40 | 26,46  | 27,37  | 28,50  | 29,20  | 31,83  | 32,37 | 33,55 | 35,28 | 37,69  | 37,74 |
| Активы под управлением, млрд | 238,6… | 1125…  | 3513  | 3792  | 4324   | 4652   | 4645   | 5148   | 6288   | 5976  | 7430  | 8677  | 10 010 | 8594  |

## Руководство
Лоренс Финк (англ. Laurence D. Fink) — основатель, председатель совета директоров и CEO. Родился 2 ноября 1952 года в Лос-Анджелесе (Калифорния), окончил Калифорнийский университет. Карьеру на Уолл-стрит начал в инвестиционном банке First Boston в 1976 году, откуда был уволен в 1986 году, когда его подразделение потеряло 100 млн долларов из-за ошибочных прогнозов. С 1988 года является бессменным руководителем BlackRock.

Роберт Капито (англ. Robert S. Kapito) — основатель, президент.

## Акционеры
Акции BlackRock котируются на Нью-Йоркской фондовой бирже. Институциональным инвесторам по состоянию на начало 2023 года принадлежало 80 % акций, из них 7 % собственным фондам, другими крупными акционерами были: The Vanguard Group (9,1 %), State Street Global Advisors (4,2 %), Bank of America (3,5 %), Temasek Holdings (3,4 %), Capital Group Companies (3,3 %), Charles Schwab Corporation (2,2 %), Morgan Stanley (2,1 %), JPMorgan Chase (2,0 %), Wells Fargo (1,8 %), Geode Capital Management (1,7 %), FMR Co., Inc. (1,6 %), Wellington Management Group (1,3 %), Northern Trust (1,3 %).

## Влияние компании
«Большая тройка» инвестиционных компаний США (BlackRock, Vanguard и State Street) по состоянию на 2017 год возглавляла списки акционеров в 88 % компаний, входящих в индекс S&P 500; кроме этого, BlackRock входит в число акционеров крупнейших корпораций Европы и Азии. Хотя они считаются пассивными инвесторами (то есть только вкладывают средства клиентов в акции), тем не менее они имеют право голоса на всеобщих собраниях акционеров, в частности участвуют в назначении высшего руководства компаний, для чего у них есть команды специалистов. BlackRock является держателем блокирующего пакета акций (более 5 %) в половине из 3900 публичных компаний США. В связи с этим компанию обвиняли в большом вкладе в глобальное изменение климата — по состоянию на 2018 год она была крупнейшим держателем акций нефтегазовых и угледобывающих компаний. Критика в адрес компании также связана с тем фактом, что BlackRock является одним из крупнейших акционеров конкурирующих компаний (например, «большой четвёрки» банков США).